# リヒャルト・フォン・グライフェンクラウ
リヒャルト・フォン・グライフェンクラウ（Richard von Greiffenklau zu VollradsまたはReichard von Greiffenclau zu Vollrads, 1467年 - 1531年3月13日）は、トリーア大司教（在位：1511年 - 1531年）・トリーア選帝侯（在位：1512年 - 1531年）である。

## 生涯

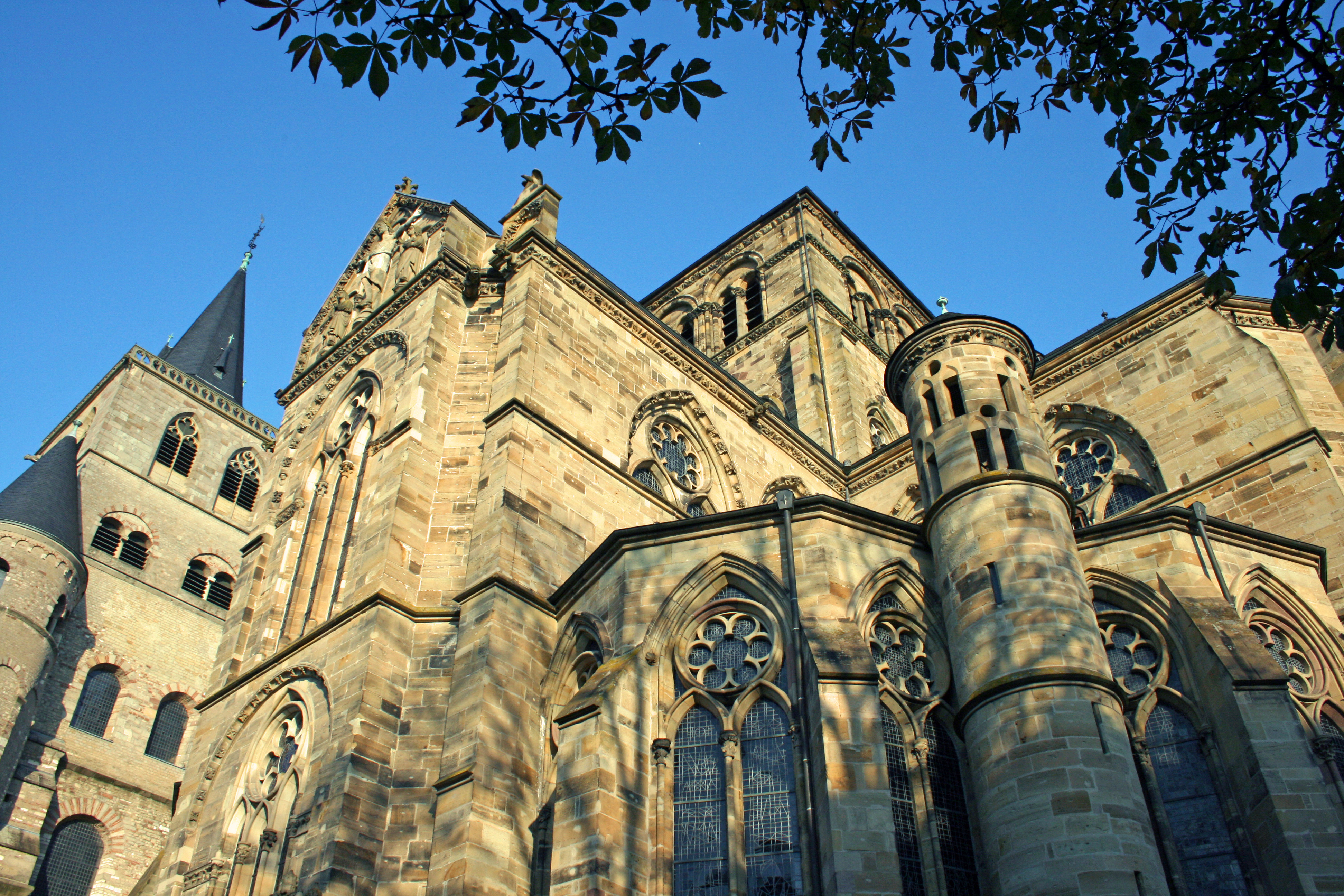
トリーア大聖堂

### 青年時代
リヒャルトはラインガウの出身で、父はヨハン（Johann von Greisenklau）、母はクララ（Clara von Rathsamhausen）という。幼少の頃から神学の道に入り、1478年にトリーア大聖堂の司教座聖堂参事会（Domkapitular）に加わった。記録ではリヒャルトのここでの経歴に数年間の空白があり、その間にパリに遊学して神学を修めたのだろうと考えられている。1487年からはマインツ大聖堂の聖堂参事会に名を連ねている。
1492年に聖堂参事会と執政官との間でトラブルがあり、釈明のためにリヒャルトがローマに派遣された。このときにリヒャルトはその才知を認められるようになった。

### 大司教就任

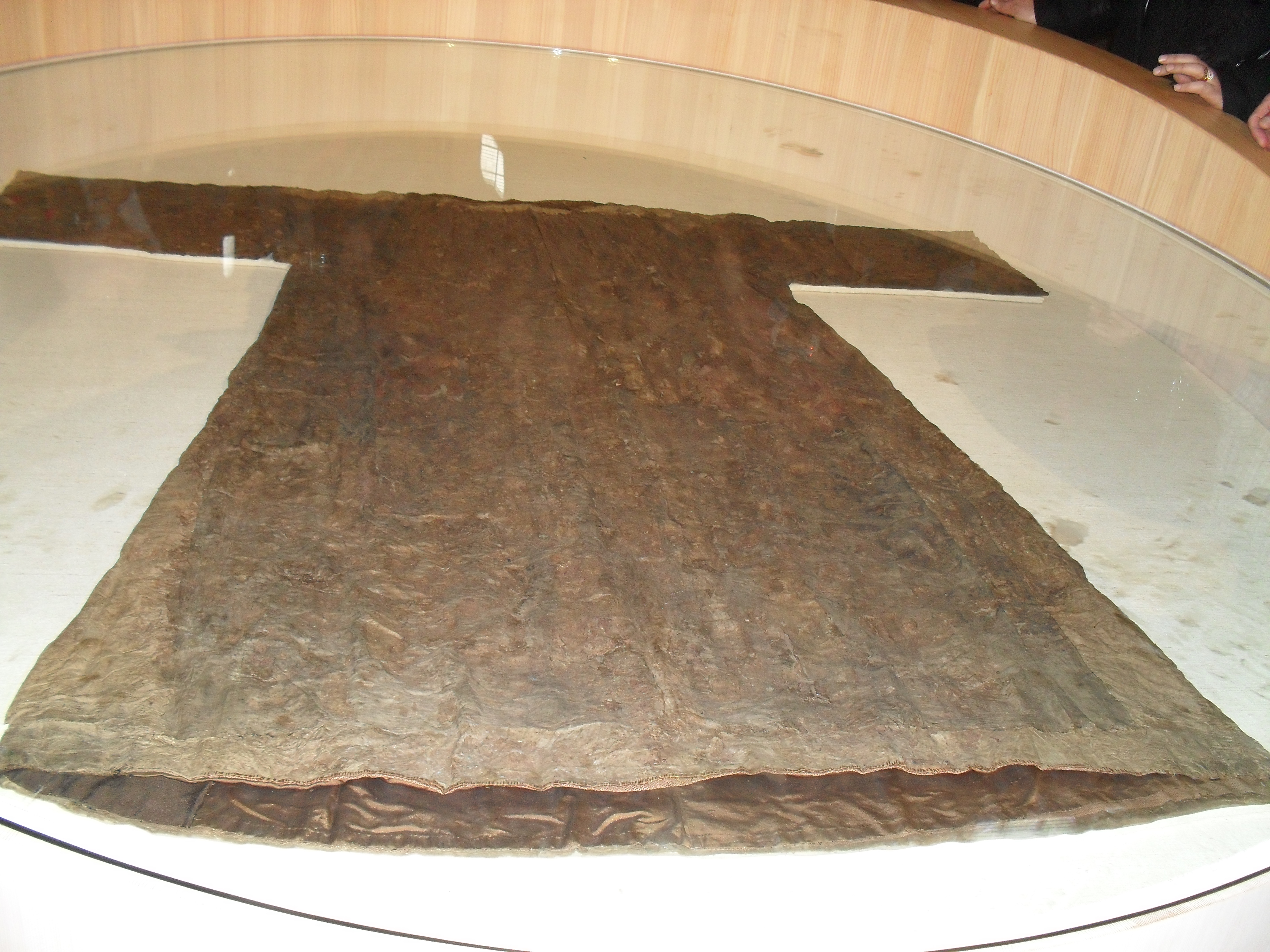
トリーア大聖堂に収蔵されている聖遺物「イエス・キリストの服」

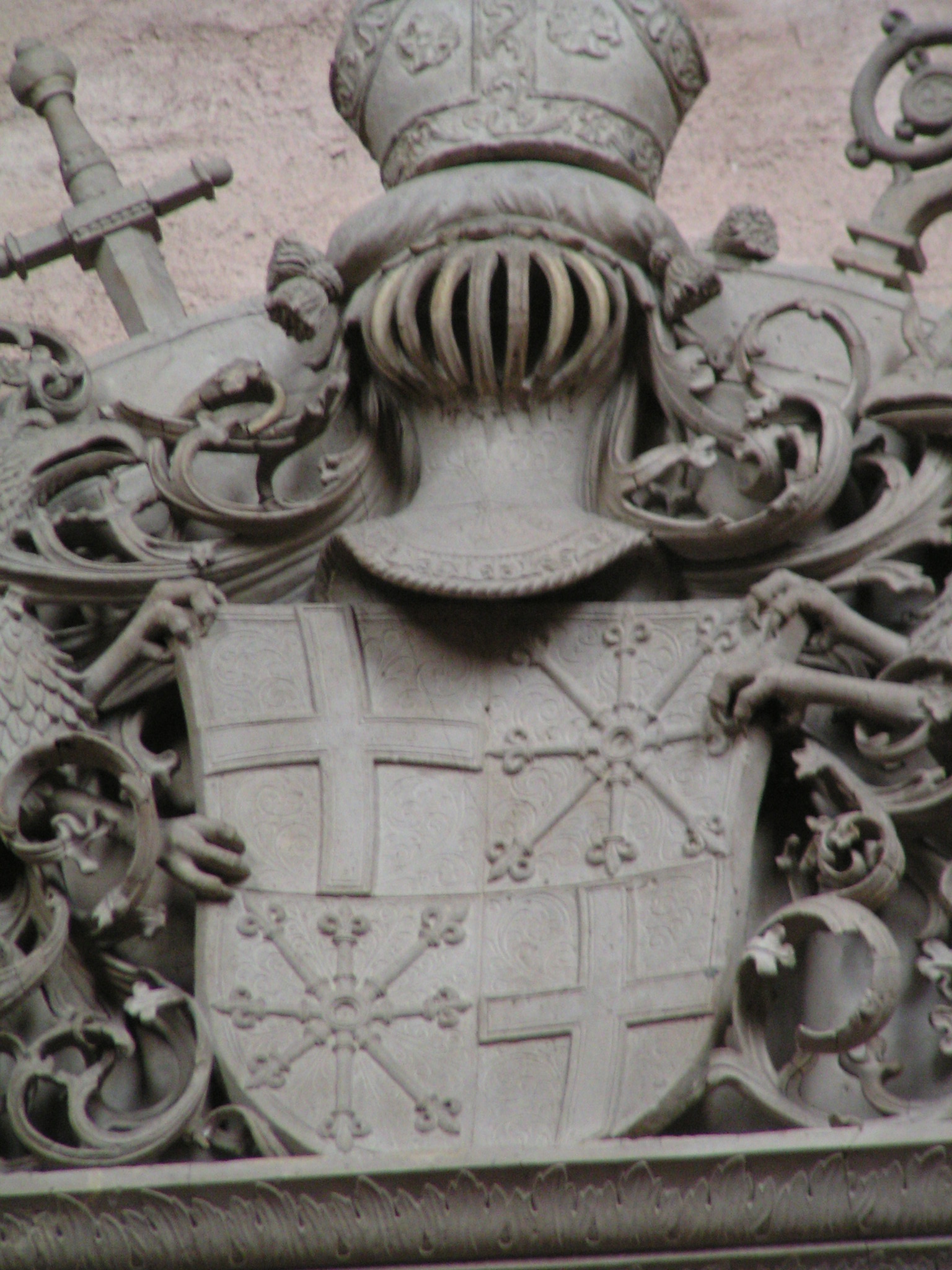
リヒャルトの墓標に刻まれているトリーア大司教の紋章

1511年4月27日、トリーア大司教のヤコブ2世がケルンで没した。ヤコブ2世は亡くなる前に次の大司教にリヒャルトを指名しており、6月14日に行われた聖堂参事会による大司教の選考では満場一致でリヒャルトが選出された。しかしこの決定にローマ教皇の承認を得るには、約1年を要することになった。というのもイタリア戦争中のためにローマに行くことが困難で、使節はインスブルックを経由してトリーアとローマを往復、教皇の承認状を持ち帰ってきたのは1512年4月のことだった。
この年の神聖ローマ帝国議会はちょうどトリーアで行われることになっており、リヒャルトの大司教就任式と帝国議会の開催で、トリーアはお祭りさわぎでごった返していた。議会に臨席するために皇帝マクシミリアン1世もトリーアに長滞在をしていた。
大聖堂で行われた復活祭（一般的には春に行われる）の響宴の席で、マクシミリアン1世が、トリーア大聖堂に保管されているという秘蔵の聖遺物を見たいと言い出した。これはイエス・キリストが身に纏っていたという衣服(Heiliger Rock)で、1196年以降、一度も公開されたことがないものだった。
この聖遺物は一般にも公開することになったのだが、その結果としてトリーアには更に見物客が押し寄せ、市内はひどい混雑になった。そのうち、もしもここで疫病が発生したらとんでもないことになると言い出した者がいて、帝国議会の開催地を急遽ケルンに移すという事態になった。
リヒャルトのトリーア大司教就任式は復活祭の50日後の聖霊降臨日の祝日に行われることになっていた。就任式にはシュトラスブルクとヴォルムスの司教が立会い、マインツ大司教の手でリヒャルトに大司教位が授けられた。しかしマクシミリアン1世がいなかったので、トリーア大司教に与えられる選帝侯位の承認は遅れてしまった。皇帝がリヒャルトのトリーア選帝侯就任を承認したのは8月12日のことだった。

### 皇帝選挙
1518年に行われたレーゲンスブルクでの帝国議会での議論の中心は、オスマン・トルコの脅威に対してドイツ諸侯が一致団結できるかどうかだった。しかし実際のところは、ハプスブルク家のマクシミリアン1世がイタリア戦争でフランスのフランソワ1世と衝突していることが問題だった。マクシミリアン1世の時代に神聖ローマ帝国とフランスの関係は極めて悪化しており、そのうえマクシミリアン1世は高齢で、死期が迫っているのは明白であり、まもなく新しい皇帝が生まれるはずだった。
もともと所領がフランスに近く、パリで学んだことがあるリヒャルトは、フランソワ1世とは深い交流があった。リヒャルトの考えでは、いっそフランソワ1世が神聖ローマ帝国の皇帝になってしまえば、フランスと神聖ローマ帝国の対立は消え失せるし、フランスとトルコが手を組むことも無くなるし、ヨーロッパが団結して異教徒に立ち向かうことが実現できる。そのため1519年1月にマクシミリアン1世が死去し、次の皇帝を決める選挙が始まると、リヒャルトはフランス王フランソワ1世を次期皇帝に推し、各諸侯に根回しを始めた。
この皇帝選挙では、候補者は4人いた。イングランド王ヘンリー8世、フランス王フランソワ1世、スペイン王カルロス1世、ザクセン選帝侯フリードリヒ3世である。このうちヘンリー8世は早々と脱落し、教皇レオ10世が推すザクセン選帝侯は高齢を理由に辞退、フランソワ1世とカルロス1世の一騎打ちとなった。
両者は7人の選帝侯に対する買収合戦を繰り広げた。これを制したのはフッガー家から借りた金をばらまいたカルロス1世である。このときカルロス1世が諸侯に支払った金貨の総合計は85万枚あまりで、そのうち41,000枚がトリーア大司教であるリヒャルトの懐に入った。
カルロス1世は神聖ローマ皇帝カール5世として即位した。戴冠式はアーヘン大聖堂で1520年10月23日に行われ、リヒャルトはトリーア大司教としてカール5世に油を注ぐ儀式を行った。

### ヴォルムス帝国会議、ルターとの関り

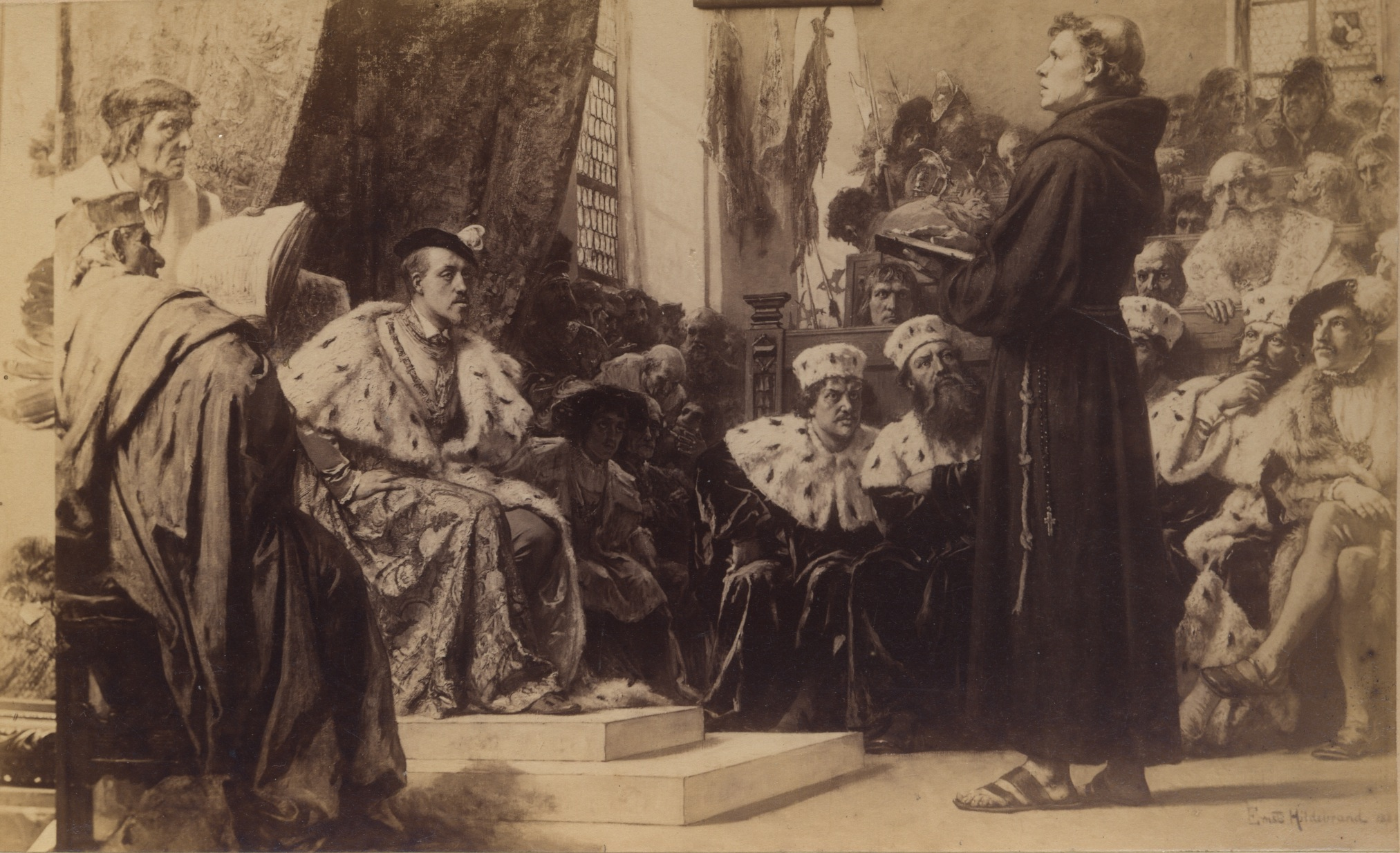
カール5世の前で持論を述べるルター

リヒャルトのトリーア大司教在任期間はドイツの宗教改革が始まった時期にあたる。
一連の騒動は、マルティン・ルターが1517年秋にヴィッテンベルクの教会の門に95ヶ条の論題を掲出したことで始まった。初めはアウグスティヌス修道会（ルター）とドミニコ修道会の「口喧嘩」程度のものだとみなされていたのだが、1518年のアウクスブルクでの討論、1519年にライプツィヒでの討論を経て1520年に破門脅迫勅書が出される頃には異端騒ぎになっていた。ルターは1520年の暮れにこの脅迫勅書を焼き捨て、1521年1月にローマ教皇庁は正式にルターに対する破門状を出した。
1521年4月、新皇帝カール5世はヴォルムス帝国議会へルターを召喚し、帝国としての対応を行うことにした。このときカール5世は、既に異端宣告を受けているルターに対して「行きと帰りの身の安全」を保証して帝国議会へ出席するよう求めた。しかしこれは1414年にボヘミアの宗教改革家ヤン・フスの喚問の時と状況が酷似していた。教会の堕落を糾弾して改革を訴えたフスは、当時の神聖ローマ皇帝による身の安全を保証を受けてコンスタンツ公会議へ赴いたのだが、到着するやいなや捕縛されて火あぶりにされたのだった。ルターに対しては、ルター派の諸侯から帝国議会への出席を見送るべきだとか、護衛の騎士を100人提供するだとかの申し入れがあった。しかしルターはこれらの庇護の申し出を断り、帝国議会へ向かった。
このヴォルムス帝国議会で、リヒャルトはトリーア大司教としてルターに対する審問委員の長を務めた。審問の席で、直接ルターに問いかけたのは、リヒャルトの部下の法務官ヨハ・フォン・デル・エッケン（Johann von der Ecken）という人物である。審問委員はルターに自説の撤回を求めたが、ルターはこれを断った。
ルターはこれで退席させられた。その後、リヒャルトは個人的にルターの説得にあたった。リヒャルトが後に告解したところに拠ると、リヒャルトは、このままではルターに対する極刑が課されることになるかもしれないと言い、妥協を求めたという。しかしルターは、それが神の意志であれば受け入れると応じた。結局妥協は得られなかったが、リヒャルトは、ルターを無事に帰すことを皇帝に確約させると約束し、ルターを立ち去らせた。

### 騎士戦争と農民戦争

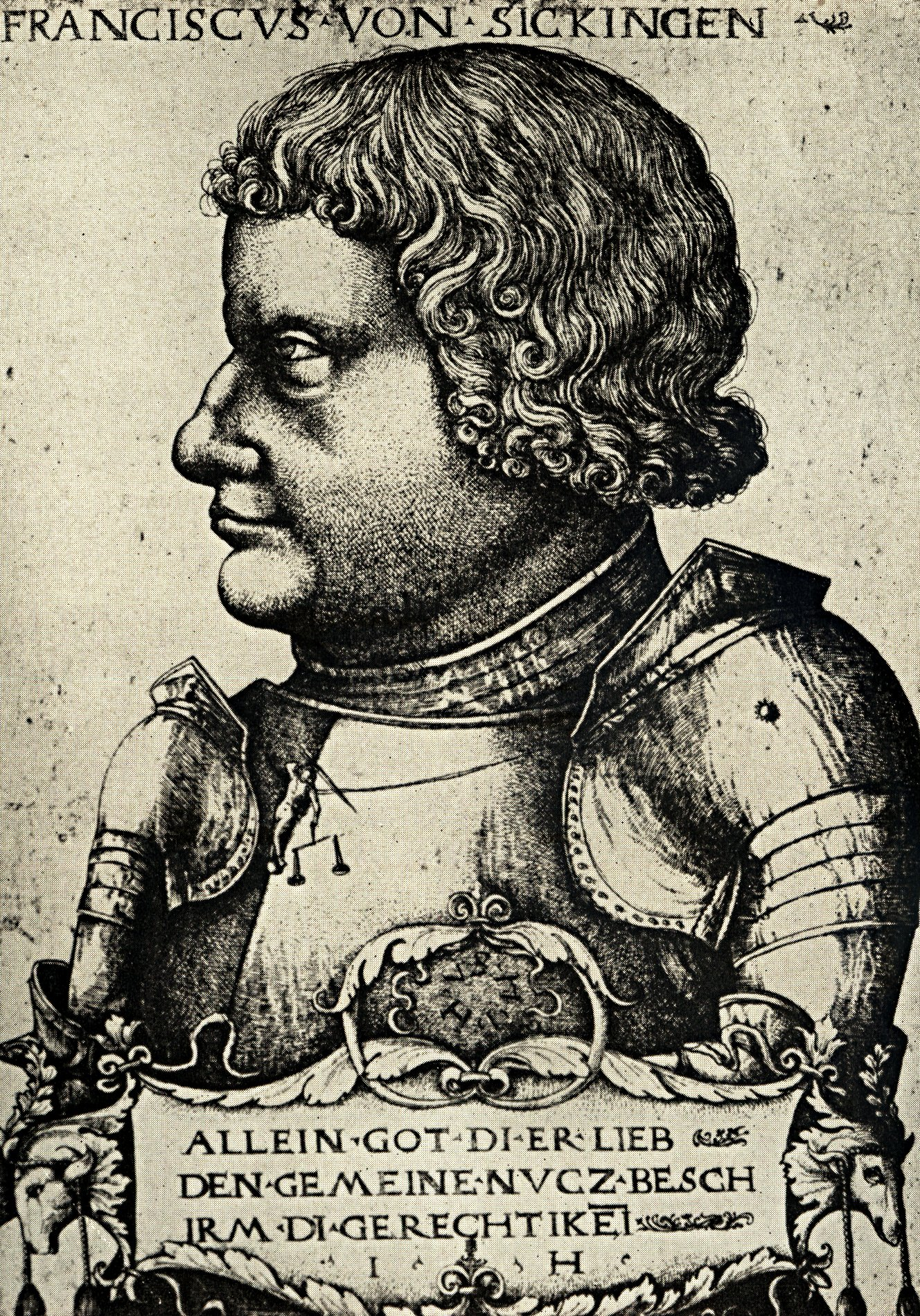
ジッキンゲン

1522年秋、ジッキンゲンという近隣の騎士が大軍を率いてトリーア大司教領に攻め込んできた。騎士戦争である。ジッキンゲンは、ルターを奉じてカトリックの聖職者を撃滅すると称していたが、本当の狙いは武力をちらつかせて金を脅し取ることにあったのではないかとも考えられている。9月8日、ジッキンゲンらがトリーアへ最初に押し寄せた時点ではリヒャルトは留守にしており、町の広場でエッケンがジッキンゲンと向き合うことになった。このときジッキンゲンは8,000から12,000の兵を町の外に駐屯させていたのに対し、トリーア側の兵力は1,800だったと伝えられている。
ジッキンゲンの思惑に反し、トリーア側は徹底抗戦をすることになった。リヒャルトは町に戻り、近隣の諸侯へ助けを求める手紙を書いた。皇帝選挙の時にフランソワ1世の味方をしたことや、ヴォルムス帝国議会でルターを糾弾したことで、リヒャルトはドイツ諸侯から距離をおかれていたのだが、それ以上にジッキンゲンが嫌われており、すぐに援軍が現れた。
真っ先に救援に駆けつけたのはヘッセン方伯フィリップ1世とプファルツ選帝侯ルートヴィヒ5世だった。ジッキンゲンは何も得るものがないまま、9月14日にトリーアの包囲を解いて退散するしかなかった。しかし、かつて自領をジッキンゲンに荒らされたことがあるヘッセン方伯は、ジッキンゲンを追い払うだけでは不満足だった。そこで彼らは、ジッキンゲンを油断させるためにそれぞれの領地に戻ったとみせかけて、冬の間に軍備を増強し、翌春になると多方向からジッキンゲンの本拠に攻め込み、これを滅ぼした。このときリヒャルトは自ら武装し、軍を率いてジッキンゲン討伐に加わった。このあとリヒャルトはトリーアに近いエーレンブライトシュタイン要塞に、当時としては史上最大のカノン砲を据え付けた。この要塞砲は「グリフィン砲（Kanone Greif）」と呼ばれた。

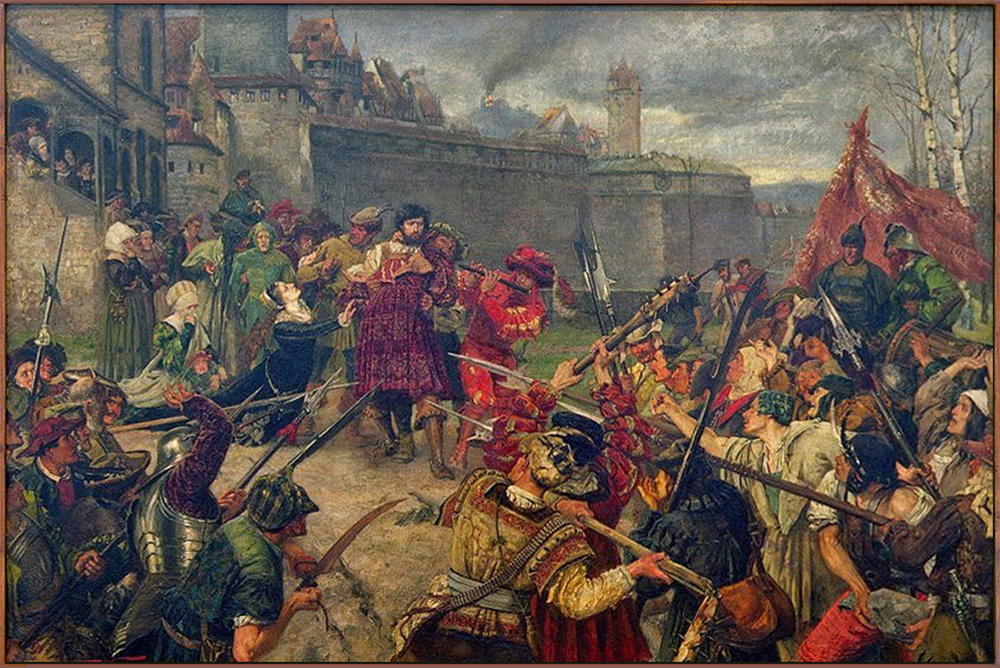
ヴァインスベルクで農民に処刑されるヘルフェンシュタイン伯

1524年から1525年にかけてドイツ南西部のフランケン地方やプファルツ地方で吹き荒れた農民戦争は、蜂起した軍勢の数の面でも影響のあった範囲の面でも騎士戦争よりもずっと大きかったが、トリーア大司教領自体は直接戦禍を蒙ることはなかった。しかしプファルツ選帝侯とマインツ大司教が援軍を求めてきた。
特にヴァインスベルクで起きた事件はリヒャルトに衝撃を与えた。前皇帝マクシミリアン1世の娘婿であるヘルフェンシュタイン伯（Grafen von Helfenstein）が農民に捕まり、田楽刺し刑にされたのである。これを知ったリヒャルトは、ケルン大司教とユーリヒ公国にも声をかけ、自ら農民団の征伐に乗り出した。リヒャルトは自ら剣を携えて部隊を率い、蜂起した農民の首を刎ねて回ったと伝えられている。リヒャルトは「勇敢で、恐るべき軍人（muthiger Kriegsherr geschätzt und gefürchtet）」だったと評された。
この間、リヒャルトが領地を不在にしている隙に、領内のボッパルト市が独立を企てる動きを見せたこともあったが、リヒャルトはこれを強気に封じ込めた。最終的に暴徒を鎮圧してライン川流域が平穏になるのには1527年10月までを要した。

### 晩年

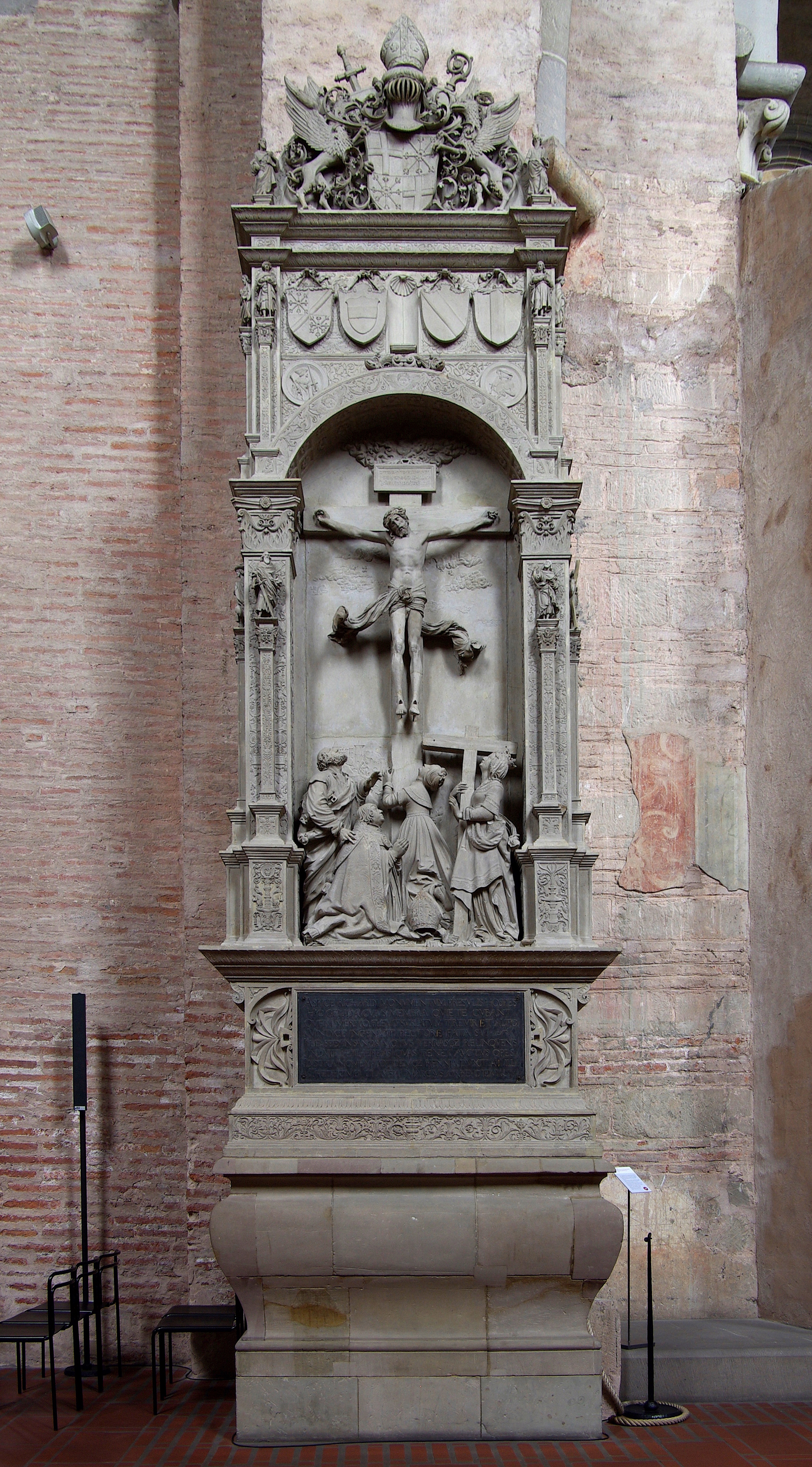
トリーア大聖堂にあるリヒャルトの墓標

農民戦争が収まると、ドイツ諸侯の間でもルターを支持する福音派と、カトリックを支持する皇帝派との分裂が瞭然としてきた。騎士戦争や農民戦争で協力したヘッセン方伯は反カトリックの姿勢を鮮明にし、反カトリック同盟を結成しようと活動するようになった。一方リヒャルトは皇帝派の代表格とみなされるようになっていった。　
とくに1529年の第2回シュパイアー帝国議会では、カトリック勢が議会で多数派を占め、1521年のヴォルムス勅令（ルター派の異端認定）を復活させようとした。リヒャルトはこの時のカトリック派の筆頭格であった。この議会では、福音派の諸侯と都市が決議に「抗議（プロスティテュオ）」して退席し、これが「プロテスタント」の呼称の起源になった。
この年の暮れにアウクスブルクでの帝国議会が招集されたが、リヒャルトはその頃から病に伏せるようになり、議会には代理を送るのみだった。この時にトリーア大司教代理を務めたのは、次代のトリーア大司教ヨハン3世（Johann III. von Metzenhausen）として就任する人物である。1531年3月13日、リヒャルトはヴィットリヒで死去し、亡骸はトリーア大聖堂に葬られた。

## 事績
リヒャルトはトリーア大司教になると、「キリストの衣服」を含めた聖遺物の一般公開を恒例化した。これは現代でも続けられている。